# Вогера
Вогера (итал. Voghera) град је у северној Италији. Град је трећи по величини и значају град округа Павија у оквиру италијанске покрајине Ломбардија.

## Природне одлике
Град Вогера се налази свега 65 км јужно од Милана, у средишњем делу Падске низије. Град се развио близу реке По, на његовој притоки, речици Стафори. Град се налази у равничарском крају, познатом по веома развијеној пољопривреди (вино, пиринач, житарице и млечни производи).

## Географија
| Клима (Вогера)             | Клима (Вогера) | Клима (Вогера) | Клима (Вогера) | Клима (Вогера) | Клима (Вогера) | Клима (Вогера) | Клима (Вогера) | Клима (Вогера) | Клима (Вогера) | Клима (Вогера) | Клима (Вогера) | Клима (Вогера) | Клима (Вогера) |
| Показатељ \ Месец          | .Јан.          | .Феб.          | .Мар.          | .Апр.          | .Мај.          | .Јун.          | .Јул.          | .Авг.          | .Сеп.          | .Окт.          | .Нов.          | .Дец.          | .Год.          |
| -------------------------- | -------------- | -------------- | -------------- | -------------- | -------------- | -------------- | -------------- | -------------- | -------------- | -------------- | -------------- | -------------- | -------------- |
| Средњи максимум, °C (°F)   | 3,5 (38,3)     | 7,0 (44,6)     | 12,8 (55)      | 17,6 (63,7)    | 21,7 (71,1)    | 26,1 (79)      | 29,5 (85,1)    | 28,2 (82,8)    | 24,2 (75,6)    | 17,4 (63,3)    | 9,5 (49,1)     | 4,7 (40,5)     | 29,5 (85,1)    |
| Средњи минимум, °C (°F)    | −2,9 (26,8)    | −1,1 (30)      | 2,5 (36,5)     | 6,0 (42,8)     | 10,0 (50)      | 13,9 (57)      | 16,6 (61,9)    | 16,3 (61,3)    | 13,3 (55,9)    | 8,4 (47,1)     | 3,3 (37,9)     | −1,5 (29,3)    | −2,9 (26,8)    |
| Количина падавина, mm (in) | 49 (19,3)      | 49 (19,3)      | 61 (24)        | 51 (20,1)      | 66 (26)        | 48 (18,9)      | 36 (14,2)      | 57 (22,4)      | 58 (22,8)      | 81 (31,9)      | 79 (31,1)      | 46 (18,1)      | 681 (268,1)    |
| [ тражи се извор ]         |                |                |                |                |                |                |                |                |                |                |                |                |                |

## Становништво
Према резултатима пописа становништва 2011. у општини је живело 38.174 становника.
| 1931.  | 1936.  | 1951.  | 1961.  | 1971.  | 1981.  | 1991.  | 2001.  | 2011.  |
| ------ | ------ | ------ | ------ | ------ | ------ | ------ | ------ | ------ |
| 30.350 | 30.161 | 32.240 | 35.747 | 41.403 | 42.672 | 40.483 | 38.183 | 38.174 |

Вогера данас има преко 40.000 становника, махом Италијана. Током протеклих деценија градско становништво опада.

## Партнерски градови
- Лајнфелден-Ехтердинген
- Маноск
- Шајен